# 화나
화나(FANA, 본명: 김경환, 1985년 3월 12일 ~ )는 대한민국의 래퍼이다. 과거에는 힙합 레이블 소울 컴퍼니 소속 아티스트이자 칼날과 같은 최적화의 멤버였으나, 현재는 솔로 활동을 하고 있다. 짜임새 있고 질 높은 라임이 특징이고, 라임 몬스터(Rhyme Monster)라고도 불린다. 2021년 12월, 소속사를 데이토나 엔터테인먼트로 이적하였다.

## 학력
- 성공회대학교 신문방송학 학사

## 출연 작품

### 방송
- Mnet 《쇼미더머니 2》

## 앨범
- 2005년 9월 22일 : EP 《Brainstorming》
- 2006년 11월 30일 : Single 〈그 날이 오면〉
- 2009년 2월 26일 : 1집 《Fanatic》
- 2010년 10월 12일 : Digital Single 〈Full Speed Ahead〉
- 2011년 2월 1일 : Digital Single 〈Harmony〉
- 2012년 8월 9일 : Digital Single 〈내가 만일〉
- 2013년 7월 19일 : 2집 《FANAttitude》[1]
- 2015년 3월 18일 : Digital Single 〈데칼코마니〉
- 2017년 4월 26일 : 3집 《FANACONDA》
- 2017년 12월 27일 : 진짜 청년 이야기 OST
- 2018년 9월 7일 : 4집 《FANAbyss》
- 2020년 3월 5일 : Digital Single 〈신경쇠약 (Fresh Avenue)〉[2]
- 2020년 9월 18일 : Digital Single 〈Rhymesmith (Fresh Avenue)〉[2]
- 2020년 12월 22일 : Digital Single 〈Spiral Loop〉[3]
- 2021년 12월 24일 : 5집 《Fanatiic》